# 李以謙
李以謙（1534年—1586年），字從吉，又字德光，號春臺，山東兖州府魚臺縣人，民籍，明朝政治人物、進士出身。

## 生平
隆慶元年（1567年）丁卯科山東鄉試第五十二名，萬曆二年（1574年）登甲戌科會試第二百三十九名，進士第三甲第一百一十一名。初授保定府推官，万历八年（1580年）行取，丁父忧归。十一年除服，八月选授礼科给事中，十三年奉命册立晋藩，十四年正月升户科右，同年卒。

## 家族
曾祖父李義；祖父李江；父李重，號内菴，曾任壽官，封保定府推官。母石氏，封孺人。重庆下。弟李鳴謙。